# فراصوت کنتراست افزوده

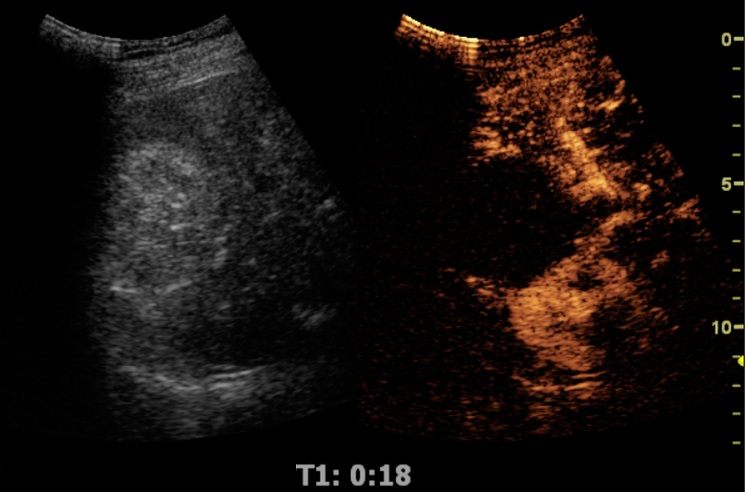
تصویر کنتراست افزوده‌ی سونوگرافی كلیوی، كه نشانگر درمان موفقیت‌آمیز كارسینوم سلول كلیه با فرسایش حرارتی است، زیرا که هیچ افزوده‌ی كنتراستی در تصویر جدید مشاهده نمی شود.

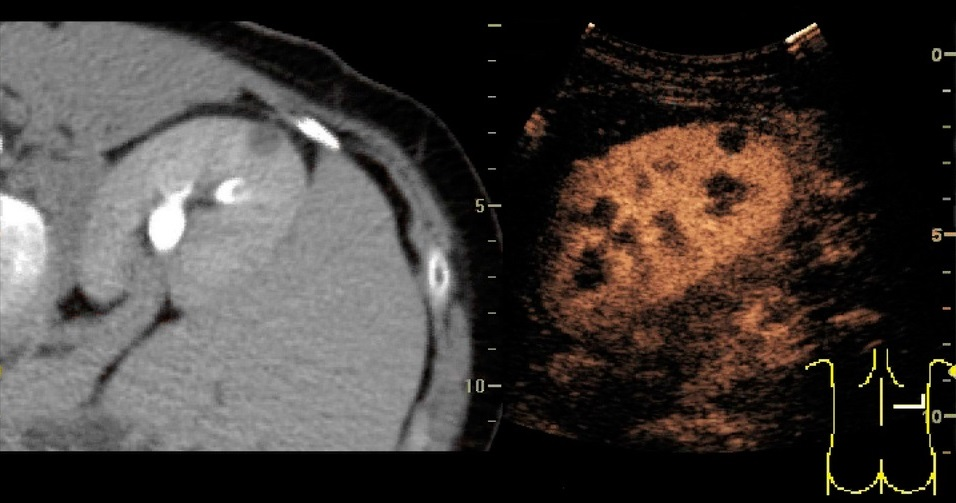
ضایعه‌ی قشری نامشخص در تصویر CT با استفاده از سونوگرافی کلیه با افزایش کنتراست و ترکیب عکس، کیستی و خوش‌خیم تشخیص داده می‌شود.

سونوگرافی کنتراست افزوده (CEUS) کاربردی از روش تصویربرداری فراصوت مادهٔ حاجب در روش سنتی سونوگرافی پزشکی است. عوامل ایجاد کنتراست اولتراسوند بر مبنای تفاوت بین نحوهٔ بازتاب امواج صوتی بین مرزهای اجزای مختلف کار می‌کنند. به‌طور مثال سطح یک حباب کوچک یا یک ساختار پیچیده‌تر می‌تواند در تصویر فراصوت نشان داده شود. مواد حاجب موجود در بازار، ریزحباب‌های پر از گاز هستند که به صورت وریدی در دستگاه گردش خون اعمال می‌شوند. ریزحباب‌ها از سطح بالایی از اکوژنیسیتی (توانایی یک جسم در پژواک امواج فراصوت) برخوردارند و تفاوت زیادی در سطح اکوژنیسیتی بین گاز موجود در ریزحباب‌ها و بافت‌های نرم بدن وجود دارد؛ بنابراین، تصویربرداری فراصوت با استفاده از ریزحباب‌های حاجب با افزایش واپخشی (پژواک امواج فراصوت)، به دلیل تفاوت زیاد اکوژنیسیتی میان حاجب و بافت‌ها باعث ایجاد سونوگرامی با کنتراستی بیشتر خواهد شد. سونوگرافی کنتراست افزوده می‌تواند برای تصویربرداری از پرفیوژن خون در اندام‌ها، اندازه‌گیری میزان جریان خون در قلب و سایر اندام‌ها و سایر کاربردها استفاده شود.
نشان‌کردن لیگاندهایی که به گیرنده‌های مشخصه بیماری‌های داخل عروقی متصل می‌شوند، می‌تواند به ریزحباب‌ها محول شود و مجموعهٔ ریزحباب‌ها را قادر سازد تا به‌طور انتخابی در مناطق مطلوب، مانند بافت‌های بیمار یا غیرطبیعی تجمع پیدا کنند. این روش تصویربرداری مولکولی، معروف به سونوگرافی کنتراست افزوده، تنها در صورت اتصال ریزحباب‌های هدف در منطقه مطلوب، ایجاد سیگنال اولتراسوند قوی می‌کند. با وجود این که سونوگرافی کنتراست افزودهٔ نشان‌شده می‌تواند در تشخیص‌های پزشکی و درمان‌های پزشکی کاربردهای زیادی داشته باشد، این روش هنوز توسط FDA برای استفاده کلینیکی در ایالات متحده تأیید نشده‌است.
سونوگرافی کنتراست افزوده در بزرگسالان بی خطر تلقی می‌شود، و از نظر ایمنی قابل مقایسه با عوامل حاجب MRI و بهتر از عوامل کنتراست رادیویی است که در سی تی اسکن کنتراستی استفاده می‌شود. اطلاعات ایمنی محدودتر در کودکان و خردسالان نشان می‌دهد که استفاده از این روش می‌تواند برای این طیف به اندازه جمعیت بزرگسال بی خطر باشد.

## اکوکاردیوگرام حبابی
اکوکاردیوگرام روشی برای بررسی سلامت قلب با استفاده از سونوگرافی است. در همین راستا، اکوکاردیوگرام حبابی با استفاده از حباب‌های سادهٔ هوا به عنوان مواد حاجب می‌توانند در طول بررسی مورد استفاده قرار گیرند که در اغلب اوقات باید به‌طور خاص و مشخص درخواست شوند.
اگرچه داپلر رنگی را می‌توان برای تشخیص جریانهای غیرطبیعی بین بطن‌های قلب (به عنوان مثال نقص دیواره بین‌دهلیزی) بکار برد، اما این روش میزان حساسیت محدودی دارد. وقتی اختصاصاً هدف کشف چنین نقوصی در قلب است، می‌توان با تزریق وریدی از حباب‌های کوچک هوا به عنوان ماده حاجب (کنتراستی) استفاده کرد، که پس از تزریق انتظار می‌رود حباب‌ها به‌طور طبیعی به سمت راست قلب حرکت کنند. در صورت مشاهدهٔ ریزحباب‌ها در سمت چپ قلب، این آزمایش وجود ارتباطی غیرطبیعی بین سمت چپ و راست قلب را نشان می‌دهد. (به‌طور معمول، حباب‌ها از طریق شریان ریوی از قلب خارج می‌شوند و توسط ریه‌ها متوقف می‌شوند) این فرم از ماده حاجب حبابی به‌طور موقت توسط پزشک آزمایشگر با تحریک سالین نرمال (به عنوان مثال، با انتقال سریع و مکرر سالین بین دو سرنگ متصل) بلافاصله قبل از تزریق، تولید می‌شود.

## عوامل حاجب میکرو حباب

### خصوصیات کلی
انواع مختلفی عوامل حاجب میکروحباب وجود دارد. میکروحباب‌ها از نظر آرایش پوسته، آرایش هسته گازی و هدف قرار گرفتن یا نگرفتن با هم تفاوت دارند.
- پوسته ریزحباب: انتخاب مواد پوسته تعیین می‌کند که به چه سهولتی ریزحباب توسط سیستم دفاعی جذب می‌شود. یک ماده آب دوست بیشتر تمایل دارد که با سهولت بیشتری جذب شود، که این امر باعث کاهش زمان ماندگاری حباب در گردش خون می‌شود. این باعث کاهش زمان در دسترس برای تصویربرداری با کنتراست می‌شود. همچنین نوع مواد پوسته بر قابلیت ارتجاعی مکانیکی ریزحباب تأثیر می‌گذارد. هرچه ماده الاستیک باشد، انرژی صوتی بیشتری را می‌تواند قبل از ترکیدن تحمل کند. در حال حاضر، پوسته‌های از آلبومین، گالاکتوز، لیپید یا پلیمرها تشکیل شده‌اند.
- هسته گازی ریزحباب: هسته گازی مهم‌ترین قسمت ریزحباب حاجب سونوگرافی است زیرا میزان اکوژنیک بودن را تعیین می‌کند. هنگامی که حباب‌های گاز در یک میدان فرکانس اولتراسونیک گیر می‌کنند، آنها فشرده می‌شوند، نوسان می‌کنند و یک پژواک مشخصه را منعکس می‌کنند - این باعث تولید سونوگرافی قوی و منحصر به فرد در سونوگرافی با کنتراست می‌شود. هسته‌های گازی می‌توانند از هوا یا گازهای سنگین مانند پرفلوئوروکربن یا نیتروژن تشکیل شوند. گازهای سنگین حلالیت کمتری در آب دارتد بنابراین احتمال نشت کمتری از ریزحباب دارند که منجر به انحلال ریزحباب می‌گردد. در نتیجه، گردش خون با میکرو حباب‌های دارای هسته گازی سنگین ماندگار تر است.

صرف نظر از ترکیب پوسته یا هسته گازی، اندازه ریزحباب‌ها نسبتاً یکنواخت است. قطر آنها در محدوده ۱–۴ میکرومتر قرار دارد. این یعنی آن‌ها از گلبول‌های قرمز کوچکترند و به راحتی می‌توانند در طریق جریان خون و همچنین ریزجریان جریان داشته باشند.

### عوامل منحصر به فرد
- میکرو حباب‌های هگزافلوراید گوگرد (SonoVue براکو). از آن عمدتاً برای توصیف ضایعات کبدی استفاده می‌شود که با استفاده از سونوگرافی معمولی (حالت b) به درستی قابل شناسایی نیست و م تواند به مدت ۳ تا ۸ دقیقه در خون قابل مشاهده باشد و توسط ریه‌ها جذب می‌شود.[۳]
- هسته گاز اکتافلوئوروپروپان با پوسته آلبومین (OPTISON، یک ریز حباب تأیید شده توسط سازمان غذا و داروی آمریکا (FDA) ساخته شده توسط GE بهداشت و درمان).
- هوای درون پوسته لیپید / گالاکتوز (لووویست، یک میکرو حباب تأیید شده توسط FDA و ساخته شده توسط شرینگ).
- میکروسفرهای لیپیدی Perflexane (نام تجاری Imagent یا قبلاً Imavist) یک تعلیق تزریقی است که توسط Alliance Pharmaceutical ساخته شده و دارای تأییدیه FDA است (در ژوئن ۲۰۰۲) برای بهبود تجسم محفظه بطن چپ قلب، مشخص کردن مرزهای اندوکاردیال در بیماران مبتلا به زیر بهینه ساخته شده‌است. اکوکاردیوگرام علاوه بر استفاده از آن برای ارزیابی عملکرد قلب و پرفیوژن، از آن به عنوان تقویت کننده تصاویر پروستات، کبد، کلیه و سایر اندام‌ها نیز استفاده می‌شود.[۴]
- میکروسفرهای لیپیدی Perflutren (با نام تجاری Definity , Luminity) از اکتافلوئوروپروپان محصور شده در یک پوسته چربی خارجی تشکیل شده‌است.[۵][۶]

### ریزحباب های هدفمند
ریزحباب های هدفمند شده در حال توسعه پیش‌بالینی هستند. ویژگی های عمومی آن‌ها مشابه ریزحباب‌های بدون هدف هستند، اما به لیگاندهایی مجهزند که به گیرنده‌های خاصی روی سلول‌های مورد نظر، مانند سلول‌های ملتهب یا سرطانی، متصل می‌شوند.
ریزحباب‌های در حال توسعه فعلی از یک پوسته تک لایه لیپید با هسته گاز پرفلوئوروکربن تشکیل شده اند. پوسته لیپید آن‌ها نیز با یک لایه پلی اتیلن گلیکول (PEG) پوشانده شده است. PEG از تجمع ریزحباب‌ها جلوگیری کرده و باعث کم شدن واکنش‌پذیری آن‌ها می‌شود. PEG به طور موقت ریزحباب را  از سیستم ایمنی بدن «پنهان» می کند و مانع جذب آن‌ها توسط آن می‌شود و مدت زمانی که در جریان خون باقی می‌مانند، و بر اثر آن مدت زمانی که تصویربرداری ممکن است را، افزایش می‌دهد.  علاوه بر لایه PEG، پوسته با استفاده از مولکول‌هایی تغییر داده می‌شود که امکان اتصال لیگاند‌هایی که به گیرنده‌های خاصی می‌چسبند را فراهم می‌کنند. این لیگاندها با استفاده از اتصال کربودی‌ایمید ، مالیمید ، یا  بیوتین-استرپتاودین به ریزجباب ها متصل میشوند.  بیوتین-استرپتاویدین محبوب ترین  استراتژی اتصال است زیرا میلِ اتصال بیوتین به استرپتاویدین بسیار بالا است و به راحتی می توان لیگاند ها را با بیوتین برچسب زد. در حال حاضر این لیگاند ها آنتی بادی های مونوکلونال تولید شده از کشت سلول های حیوانی هستند که به طور خاص به گیرنده ها و مولکول های روی سطح سلول هدف متصل می شوند. از آنجایی که این آنتی بادی ها انسانی نیستند ، در صورت استفاده در درمان انسانی ، پاسخ ایمنی ایجاد می کنند. انسانی سازی آنتی بادی ها فرآیندی پرهزینه و زمان بر است ، بنابراین یافتن منبعی جایگزین برای لیگاند ، مانند ساختن پپتیدهای هدفمندی که همان عملکرد را بدون مشکلات ایمنی داشته باشند ، ایده آل است.

## انواع
سونوگرافی کنتراست افزوده بر دو نوع بدون هدف (که در حال حاضر استفاده بالینی دارد) و هدفمند (تحت توسعه پیش‌بالینی) است. این دو روش اندکی با یکدیگر تفاوت دارند.

### CEUS بدون هدف
ریزحباب‌های بدون هدف، مانند SonoVue , Optison یا Levovist که در بالا ذکر شد، در یک بولوس کوچک به صورت وریدی در سیستم گردش خون تزریق می‌شوند و برای مدت زمان مشخصی در این سیستم گردش باقی می‌مانند. در این حین، امواج فراصوت به منطقه مورد نظر هدایت می‌شوند. هنگامی که ریزحباب‌های در جریان خون از مقابل پنجره تصویربرداری عبور می‌کنند، هسته‌های گازی قابل تراکم ریزحباب‌ها در پاسخ به میدان انرژی صوتی فرکانس بالا نوسان می‌کند. (مانند آن چیزی که در مقاله سونوگرافی توصیف شده‌است) ریزحباب‌ها پژواک منحصر به فردی را انعکاس می‌دهند که به دلیل عدم تطابق اندازهٔ بسیار زیاد اکوژنسیتیهٔ بین ریزحباب و بافت در تضاد کامل با بافت اطراف قرار می‌گیرد. سیستم سونوگرافی اکوژنیسیتهٔ قوی را به تصویری با کنتراست بالا از منطقه مورد نظر تبدیل می‌کند. به این ترتیب، پژواک خروجی جریان خون افزایش می‌یابد، بنابراین به پزشک بالینی اجازه می‌دهد خون را از بافت‌های اطراف تشخیص دهد.

### CEUS هدفمند (نشان‌شده)
سونوگرافی هدفمند (نشان‌شده) کنتراست افزوده با اختلاف اندکی به روشی مشابه عمل می‌کند. ریزحباب‌ها به صورت ثابت در یک بولوس کوچک به هدف اتصال به لیگاندهایی که به مولکول‌های خاصی که بیانگر منطقهٔ مورد توجه ما جهت عکس‌برداری هستند، تزریق می‌شوند. به صورت نظری، ریزحباب‌ها باید از طریق سیستم گردش خون حرکت کنند، در نهایت اهداف مربوطه خود را پیدا کنند و به اختصاصاً فقط به آنان به متصل گردند. در نهایت می‌توان امواج اولتراسوند را به منطقه مورد نظر تاباند. اگر تعداد کافی ریزحباب در منطقه متصل شده باشند، هسته‌های گاز قابل تراکم آنها در پاسخ به میدان انرژی صوتی با فرکانس بالا، نوسان می‌کنند به همانگونه که در مقاله سونوگرافی شرح داده شده‌است. ریزحباب‌های هدفمند نیز یک پژواک منحصر به فرد انعکاس می‌دهند که به دلیل عدم تطابق زیاد اندازهٔ اکوژنسیتیهٔ ریزحباب‌ها و بافت، در تضاد کامل با بافت اطراف قرار می‌گیرند. سیستم سونوگرافی، اکوژنیسیته قوی را به یک تصویر کنتراست افزوده از منطقه مورد نظر تبدیل می‌کند و محل ریز حباب‌های متصل شده را نشان می‌دهد. تشخیص‌دادن ریزحبابهای متصل می‌تواند نشانگر این باشد که در منطقهٔ مورد توجه مارکر مولکولی خاصی وجود دارد، که در نتیجه می‌تواند بیانگر بیماری یا نقص خاص، یا تجمع مولکولی خاصی در منقطهٔ مورد توجه برای عکس‌برداری باشد .

## موارد استفاده
سونوگرافی غیر هدفمند کنتراست افزوده در حال حاضر در اکوکاردیوگرافی و رادیولوژی استفاده می‌گردد. سونوگرافی هدفمند تقویت شده با کنتراست برای انواع کاربردهای پزشکی در حال توسعه است.

### CEUS بدون هدف
در حال حاضر در اکوکاردیوگرافی از میکرو حباب‌های غیر هدفمند مانند Optison و Levovist استفاده می‌شود. علاوه بر این، از سونوگرافی با کنتراست سونوویو(SonoVue) در رادیولوژی برای آسیب‌شناسی استفاده می‌شود.
- ترسیم لبه اعضای بدن: حباب‌های کوچک می‌توانند کنتراست موجود در سطح تماس بین بافت و خون را افزایش دهند. تصویر واضح تری از این سطح تماس، تصویر بهتری از ساختار اندام به پزشک را ارائه می‌دهد. ساختار بافت در اکوکاردیوگرام‌ها بسیار مهم است، جایی که نازک شدن، ضخیم شدن یا بی نظمی در دیواره قلب نشان دهنده یک بیماری قلبی جدی است که نیاز به نظارت یا درمان دارد.
- حجم خون و پرفیوژن: سونوگرافی تقویت شده با کنتراست نوید (۱) ارزیابی درجه پرفیوژن خون در اندام یا ناحیه مورد نظر و (۲) ارزیابی حجم خون در اندام یا منطقه مورد نظر را می‌دهد. هنگامی که همراه با سونوگرافی داپلر استفاده می‌شود، ریزحباب‌ها می‌توانند میزان جریان قلب را برای تشخیص مشکلات دریچه اندازه‌گیری کنند. و شدت نسبی پژواک ریزحباب‌ها همچنین می‌تواند یک تخمین کمی از حجم خون را ارائه دهد.[۷]
- آسیب‌شناسی: سونوگرافی کنتراست افزوده در تمیزدادن آسیب‌های کانونی کبد خوش‌خیم و بدخیم نقش دارد. این تمایز متکی بر مشاهده[۸] یا پردازش[۹][۱۰] از الگوی عروقی پویا در یک آسیب با توجه به پارانشیم بافت اطراف آن است.

### CEUS هدفمند
- التهاب: عوامل کنتراست ممکن است برای اتصال به پروتئین‌های خاصی طراحی شوند که در بیماری‌های التهابی مانند بیماری کرون، تصلب شرایین و حتی حملات قلبی بروز می‌کند. سلولهای مورد توجه در چنین مواردی سلولهای اندوتلیال رگهای خونی و لکوسیت‌ها هستند:
- رگهای خونی ملتهب به‌طور خاص گیرنده‌های خاصی را خارج می‌کنند، که به عنوان مولکول‌های چسبندگی سلول مانند VCAM-1، ICAM-1، E-سلکتین عمل می‌کنند اگر ریزحبابها با لیگاندهایی که این مولکولها را متصل می‌کنند مورد هدف قرار بگیرند، می‌توان از آنها در اکوکاردیوگرافی کنتراستی برای تشخیص شروع التهاب استفاده کرد. تشخیص به موقع امکان طراحی روش‌های درمانی بهتر را فراهم می‌کند. با این که تلاش‌هایی صورت گرفته‌است که ریز حباب‌ها با آنتی‌بادی‌های مونوکلونال که پی-سلکتین، ICAM-1 وVCAM-1[۱۱] را متصل می‌کنند تجهیز شوند، اما چسبندگی به مولکول‌های نشان‌شده در طی این آزمایش‌ها ضعیف بود و بخش بزرگی از ریز حباب‌هایی که به هدف متصل می‌شدند، به ویژه در تنش‌های برشی زیاد از نظر فیزیولوژیکی، به سرعت جدا می‌شدند.[۱۲]
- لکوسیت (گلبول سفید خون) به دلیل سیستم بازداری سلول دو لیگاند سلکتین - اینتگرین دارای بازده چسبندگی بالایی است.[۱۳] در این حالت یک جفت لیگاند:گیرنده (PSGL-1:سلکتین) سرعت اتصال سریعی برای کاهش گلبول سفید حون دارد که این خصوصیت به جفت دوم (ابرخانواده اینتگرین: ایمونوگلوبولین) که سرعت اتصال و جدا شدن کندی برای بازداری لکوسیت دارد، امکان چسبندگی حنبشی قوی‌تری را می‌دهد.. کوشش‌هایی در جهت اتصال عوامل کنتراست با تکنیکهایی مانند هدفگیری دو لیگاند گیرنده‌های مجزا به میکروسفرهای پلیمری و بیومیکیمی از سیستم بازداری سلول سلکتین-اینتگرین لکوسیت، به چنین لیگاندهایی شده‌است که افزایش بازده چسبندگی را نشان می‌دهد. اما هنوز این چسبندگی به اندازه کافی که اجازه استفاده بالینی از سونوگرافی کنتراست‌افزورده را برای التهاب دهد، کارآمد نیست.
- ترومبوز و ترومبولیز : پلاکت‌های فعال شده اجزای اصلی لخته‌های خون (ترومبی) هستند. ریزحباب‌ها را می‌توان به یک قطعه متغیر تک زنجیره ای نوترکیب اختصاصی برای گلیکوپروتئین فعال IIb / IIIa (GPIIb / IIIa)، که فراوانترین گیرنده سطح پلاکت است، متصل کرد. با وجود تنش برشی زیاد در ناحیه ترومبوز، ریزحبابهای هدف قرار گرفته GPIIb / IIIa به‌طور خاص به پلاکتهای فعال شده متصل می‌شوند و امکان تصویربرداری مولکولی به صورت real-time از ترومبوز را فراهم می‌کنند، مانند انفارکتوس میوکارد و همچنین نظارت بر موفقیت یا عدم موفقیت در ترومبولیز دارویی.
- سرطان: سلولهای سرطانی همچنین مجموعه خاصی از گیرنده‌ها، عمدتاً گیرنده‌هایی که آنژیوژنز یا رشد رگهای خونی جدید را تشویق می‌کنند، شامل می‌شود. اگر ریزحباب‌ها با لیگاندهایی که گیرنده‌هایی مانند VEGF را متصل می‌کنند هدف قرار بگیرند، می‌توانند به‌طور غیر تهاجمی و به‌طور خاص مناطق سرطان را شناسایی کنند.
- تحویل ژن: وکتور DNA را می‌توان با ریزحباب‌ها ترکیب کرد. ریزحباب‌ها را می‌توان با لیگاندهایی که به گیرنده‌های بیان شده توسط نوع سلول مورد نظر متصل می‌شوند، هدف قرار داد. هنگامی که ریز حباب‌های هدفمند با بار DNA خود در سطح سلول جمع می‌شود، می‌توان از سونوگرافی برای ترکیدن این ریزحباب استفاده کرد. نیروی مرتبط با ترکیدن ممکن است به‌طور موقت در بافتهای اطراف نفوذ کرده و اجازه دهد DNA با سهولت بیشتری وارد سلول‌ها شود.
- تحویل دارو: داروها را می‌توان در پوسته لیپیدی ریزحباب قرار داد. اندازه بزرگ ریزحباب در مقایسه با سایر وسایل حمل و نقل دارو مانند لیپوزوم‌ها ممکن است اجازه دهد مقدار بیشتری دارو در هر وسیله نقلیه تحویل داده شود. با هدف قرار دادن ریزحباب مملو از دارو با لیگاندهایی که به یک نوع سلول خاص متصل می‌شوند، ریزحباب‌ها نه تنها دارو را به‌طور خاص تحویل می‌دهد، بلکه می‌تواند تأیید کند که در صورت تصویربرداری از منطقه با استفاده از سونوگرافی، دارو تحویل داد شده‌است.

## مزایا
علاوه بر نقاط قوت ذکر شده در مقاله سونوگرافی پزشکی،سونوگرافی کنتراست‌افزوده مزایای زیر را اضافه می‌کند:
- بدن ۷۳٪ آب است و بنابراین از نظر آکوستیکی همگن است. خون و بافتهای اطراف دارای اکوژنیسیته مشابه هستند، بنابراین تشخیص درجه جریان خون، پرفیوژن یا رابط بین بافت و خون با استفاده از سونوگرافی سنتی نیز دشوار است.[۱۱]
- سونوگرافی امکان ارزیابی لحظه‌ای جریان خون را فراهم می‌کند.[۱۴]
- از بین بردن ریزحباب‌ها توسط سونوگرافی در صفحه تصویر،[۱۵] امکان تعیین کمیت مطلق پرفیوژن بافت را فراهم می‌کند.[۱۶]
- تصویربرداری مولکولی فراصوت نسبت به روش‌های تصویربرداری مولکولی مانند تصویربرداری رادیونوکلئید ایمن‌تر است، زیرا شامل تشعشعات نمی‌شود.[۱۴]
- روش‌های تصویربرداری مولکولی دیگر، مانند MRI، PET و SPECT بسیار پرهزینه هستند. از طرف دیگر سونوگرافی بسیار مقرون به صرفه است و به‌طور گسترده در دسترس است.[۱۷]
- از آنجا که ریزحباب‌ها می‌توانند چنین سیگنال‌های قوی تولید کنند، دوز داخل وریدی کمتری مورد نیاز است، میکروگرم ریز حباب در مقایسه با میلی‌گرم برای سایر روش‌های تصویربرداری مولکولی مانند ''عوامل حاجب MRI'' مورد نیاز است.[۱۷]
- استراتژی‌های هدف‌گیری برای ریزحباب‌ها گسترده و ماژولار هستند. هدف قرار دادن یک منطقه جدید فقط به هم پیوند یک لیگاند جدید منجر می‌شود.
- با استفاده از یک سیستم تصویربرداری سونوگرافی بالینی در حالت دوبعدی[۱۸][۱۹] و حالت سه بعدی می‌توان با استفاده از نیروی تابش صوتی[۲۰][۲۱] هدف گذاری فعال را افزایش داد (افزایش چسبندگی ریزحباب‌ها).[۲۲]

## معایب
علاوه بر نقاط ضعف ذکر شده در صفحهٔ سونوگرافی پزشکی، سونوگرافی کنتراست افزوده از معایب زیر رنج می‌برد:
- میکرو حباب‌ها برای مدت طولانی‌ای در گردش خون دوام نمی‌آورند. زمان اقامت آن‌ها در گردش خون کم است زیرا یا توسط سلول‌های سیستم ایمنی بدن جذب می‌شوند یا حتی اگر با PEG پوشانده شده باشند توسط کبد یا طحال جذب می‌شوند.
- گرمای تولید شده توسط سونوگرافی با افزایش فرکانس افزایش میابد، بنابراین فرکانس امواج فراصوت باید به دقت کنترل شود.
- میکرو حباب‌ها در فرکانس‌های فراصوتی کم و در شاخص‌های مکانیکی بالا (MI) می‌ترکند، که اندازه‌گیری فشار صوتی منفی سیستم تصویربرداری اولتراسوند است. افزایش MI کیفیت تصویر را افزایش می‌دهد، اما مبادلاتی با تخریب میکروحباب وجود دارد. تخریب ریز حباب می‌تواند باعث پارگی ریز عروق محلی و همولیز شود.[۲۳]
- لیگاندهای هدف قرار می‌توانند ایمنی زا باشند، زیرا لیگاندهای هدفگیری فعلی مورد استفاده در آزمایشات بالینی از نظریهٔ فرهنگ حیوانات گرفته شده‌اند.[۲۳]
- راندمان کم چسبندگی میکرو حباب نشان‌شده، بدان معنی است که بخش کوچکی از حباب‌های تزریقی به منطقه مورد نظر متصل می‌شوند.[۲۴] این یکی از اصلی‌ترین دلایلی است که سونوگرافی کنتراست افزودهٔ نشان‌شده در مراحل پیشرفت بالینی باقی می‌ماند.